# Дети чугунных богов
«Дети чугунных богов» — российский художественный фильм 1993 года, снят по сценарию Петра Луцика и Алексея Саморядова венгерским режиссёром Тамашем Тотом. Производство Общества «АВА».
Премьера в России прошла 16 апреля 1993 года.

## Сюжет
Эпическая фабула разворачивается на фоне индустриальной эстетики металлургического комбината оборонной промышленности, старожилы которого помнят приезд наркома Кагановича в 1949 году. Между «заводскими» и «рудниковскими» тлеет противостояние, которое выражается в богатырских поединках между бойцами двух «кланов». Представитель «рудниковских» вызывает на бой Николая Насекина, добавляя условие, что бой будет длиться уже не до крови, а до смерти одного из участников. Призовой фонд 10 литров спирта и 200 рублей. Один из «заводских» предлагает провести кулачный бой у мартеновской печи, но главный герой фильма рабочий Игнат (Евгений Сидихин) замечает, что рудниковский боец Бекбулатка силен и подобным ухищрением его не одолеть. В ожидании боя Игнат ввязывается в авантюру с похищением овец у башкир, где его едва не линчуют. Затем он принимает участие в ограблении поезда. 
Одновременно на комбинат на вертолёте прибывает Генерал (Юрий Яковлев), который испытывает из пушки изготовляемую на заводе броню. Во время испытательных стрельб Игнат получает лёгкую контузию. 
Начальство снисходительно смотрит на суровые развлечения рабочих, которым необходима отдушина. Перед боем Николай передает эстафету Игнату, ссылаясь на свой возраст (45 лет) и пророча своему преемнику будущее способного бойца. Под присмотром своего наставника Игнат закаляется на морозе. 
В финальной сцене Игнат одолевает Бекбулатку в нелегком поединке.

## В ролях
- Евгений Сидихин — Игнат Морозов
- Александр Калягин — мастер
- Юрий Яковлев — генерал
- Николай Карнаухов — старик
- Михаил Светин — кум Николай Васильевич
- Александр Феклистов — Митяй
- Михаил Голубович — Николай Насекин
- Лариса Бородина — Райка
- Юрий Слободенюк — Бекбулатка
- Анатолий Мамбетов — друг Бекбулатки
- Валентин Смирнитский — Филипп Ильич
- Гоша Куценко — Фёдор
- Валерий Хлевинский — Михаил Степанович, родственник Игната
- Сергей Неробеев — водитель
- Сергей Гармаш — человек в пивной
- Александр Зыблев — человек в пивной
- Алексей Шахдин — сварщик
- Александр Пятков — вальцовщик
- Николай Аверюшкин — вальцовщик
- Сергей Габриэлян — адъютант
- Елена Колегова — подруга Райки
- Михаил Махонин — парень в деревне

## Награды
- Приз жюри киноклубов России, приз СК России оператору С. Козлову.
- Диплом Конфедерации СК сценаристам (П. Луцик и А. Саморядов).
- Премия отборочной комиссии как лучшему фильму Конкурса авторского кино на КФ «Кинотавр—93» (Сочи).
- Диплом жюри МКФ «Молодость—93» (Киев) оператору С. Козлову.
- Приз «Золотой Овен—93» лучшему оператору (С. Козлов) и лучшим сценаристам (П. Луцик и А. Саморядов).
- Главный приз (поделил) НКФ в Будапеште—94.
- Приз «Зеленое яблоко золотой листок» за 1993 год — за лучший сценарий (П. Луцик и А. Саморядов) и за лучшую операторскую работу (С. Козлов).
- Приз Киноакадемии «Ника—93» за лучший сценарий (П. Луцик и А. Саморядов), лучшую операторскую работу (С. Козлов), лучшую работу художника (В. Королев).
- Номинация на «Зеленое яблоко золотой листок» за 1993 год в категориях «Лучшая режиссерская работа» (Т. Тот), «Лучшая работа композитора» (Ю. Орлов) и «Лучшая мужская роль» (Е. Сидихин).
- Номинация на приз Киноакадемии «Ника—93» в категориях «Лучший игровой фильм» и «Лучшая режиссерская работа».
- Приз Общества кинокритиков Португалии на МКФ в Трое—94 (Португалия).
- Специальный приз МКФ в Анноне—95 (Франция).